# Siniscola
Siniscola (sardisk: Thiniscòle) er en by og en kommune (comune) i provinsen Nuoro i regionen Sardinien i Italien. Byen ligger i 39 meters højde og har 11.517 indbyggere (2016). Kommunen har et areal på 196,38 km² og grænser til kommunerne Irgoli, Lodè, Lula, Onifai, Orosei, Posada og Torpè.